# Episodi di Prodigal Son (prima stagione)
La prima stagione della serie televisiva Prodigal Son, composta da 20 episodi, è stata trasmessa negli Stati Uniti su Fox dal 23 settembre 2019 al 27 aprile 2020.
Inizialmente era composta da 22 episodi, ma fu ridotta a 20 episodi in seguito alla pandemia di Coronavirus che si era diffusa anche negli Stati Uniti d'America.
In Italia la stagione è andata in onda su Premium Crime dal 20 gennaio al 13 luglio 2020. 
 La trasmissione in lingua italiana degli ultimi nove episodi ha subìto un ritardo a causa delle disposizioni di emergenza legate alla diffusione del COVID-19, le quali hanno impedito temporaneamente il doppiaggio. Gli episodi sono stati comunque trasmessi dal 6 aprile al 1º giugno 2020 in lingua originale sottotitolata in italiano, mentre la trasmissione degli stessi in lingua italiana è andata in onda in una maratona trasmessa il 12 luglio 2020. 
 In chiaro, è andata in onda su Italia 1 dal 14 luglio 2021 in seconda serata.
| nº | Titolo originale      | Titolo italiano                  | Prima TV USA      | Prima TV Italia  |
| -- | --------------------- | -------------------------------- | ----------------- | ---------------- |
| 1  | Pilot                 | L'imitatore                      | 23 settembre 2019 | 20 gennaio 2020  |
| 2  | Annihilator           | Affari di famiglia               | 30 settembre 2019 | 27 gennaio 2020  |
| 3  | Fear Response         | Reazione alla paura              | 7 ottobre 2019    | 3 febbraio 2020  |
| 4  | Designer Complicity   | La complicità dello stilista     | 14 ottobre 2019   | 10 febbraio 2020 |
| 5  | The Trip              | Il trip                          | 21 ottobre 2019   | 17 febbraio 2020 |
| 6  | All Souls and Sadists | Il giorno dei morti e dei Sadici | 28 ottobre 2019   | 24 febbraio 2020 |
| 7  | Q&A                   | L'intervista                     | 4 novembre 2019   | 2 marzo 2020     |
| 8  | Family Friend         | L'amico di famiglia              | 11 novembre 2019  | 9 marzo 2020     |
| 9  | Pied-A-Terre          | Pied-A-Terre                     | 25 novembre 2019  | 16 marzo 2020    |
| 10 | Silent Night          | La notte di Natale               | 2 dicembre 2019   | 23 marzo 2020    |
| 11 | Alone Time            | Tempo da solo                    | 20 gennaio 2020   | 30 marzo 2020    |
| 12 | Internal Affairs      | Elettroshock                     | 27 gennaio 2020   | 12 luglio 2020   |
| 13 | Wait & Hope           | Vedere e sperare                 | 3 febbraio 2020   | 12 luglio 2020   |
| 14 | Eye of the Needle     | La cruna dell'ago                | 10 febbraio 2020  | 12 luglio 2020   |
| 15 | Death's Door          | La porta dell'ago                | 17 febbraio 2020  | 12 luglio 2020   |
| 16 | The Job               | Il lavoro                        | 16 marzo 2020     | 12 luglio 2020   |
| 17 | Stranger Beside You   | Uno sconosciuto accanto a te     | 23 marzo 2020     | 12 luglio 2020   |
| 18 | Scheherazade          | Scheherazade                     | 30 marzo 2020     | 12 luglio 2020   |
| 19 | The Professional      | I professionisti                 | 20 aprile 2020    | 12 luglio 2020   |
| 20 | Like Father           | Tale padre                       | 27 aprile 2020    | 12 luglio 2020   |